# Bueno (piłkarz)
Wellington Daniel Bueno (ur. 24 sierpnia 1995 w São Paulo) – brazylijski piłkarz występujący na pozycji obrońcy.

## Kariera piłkarska
Od 2014 roku występował w Shimizu S-Pulse, Vissel Kobe i Kashima Antlers.